# Icica
Icica (Protium icicariba) é uma árvore da família Burseraceae cujo óleo é usado em emplastros[carece de fontes?]. Seu nome provém do tupi ysyka, que significa resina.
Sinónimo: Icica icicariba